# Maurice Banks
Maurice "Moe" Banks (Brandywine, 1983) è un ex giocatore di football americano e allenatore di football americano statunitense, che ha giocato come safety.
Dopo aver giocato per la squadra universitaria statunitense dei Georgetown Hoyas passa a giocare per tre squadre europee, con una parentesi ai Boise Burn. Diventa quindi allenatore, prima in Europa (in contemporanea con la carriera da giocatore), poi in Sudamerica, infine per squadre di college statunitensi.
Suo fratello Drew ha giocato nella nazionale stunitense campione del mondo nel 2015 e come lui ha giocato in Brasile.

## Palmarès
- 1 Mondiale (2011)
- 1 Superbowl italiano (Lions Bergamo, 2008)
- 1 Torneio Touchdown (Vasco Da Gama Patriotas, 2014)